# Selecció de rugbi XV d'Argentina

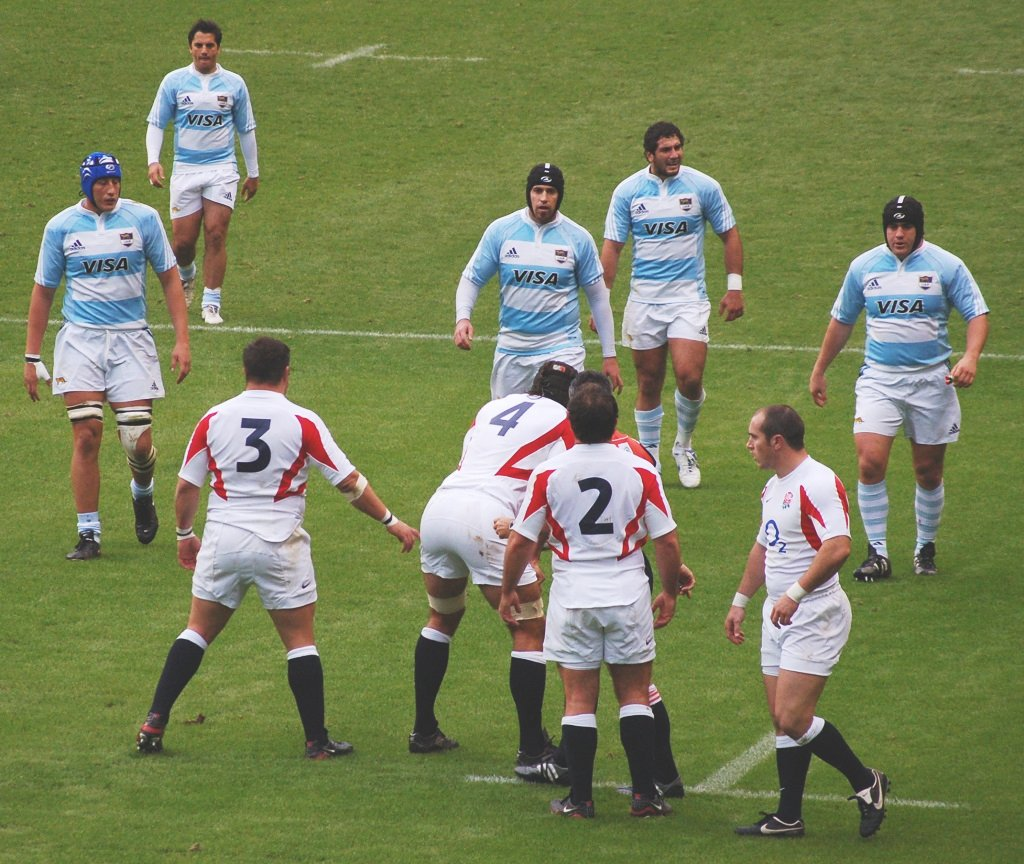
Els Pumes davant d'Anglaterra, novembre de 2006.

La selecció de rugbi de l'Argentina, també coneguda com Els Pumes, és el representant d'aquest país en els campionats oficials organitzats per la World Rugby, així com en altres competicions internacionals. La seva organització està a càrrec de la Unió Argentina de Rugbi, fundada el 1899. A data 19 d'octubre de 2015, té el lloc 4t del rànquing mundial, el millor del continent americà.
Argentina va jugar el seu primer partit internacional el 1910 contra un equip de les Illes Britàniques de gira. Han competit en totes les copes mundials de rugbi des del torneig inaugural de 1987, i el país pot ser considerat el més fort dins d'Amèrica en aquesta competició mundial, invicte enfront de tots excepte Canadà, que els han derrotat en tres ocasions.
En la Copa Mundial de Rugbi de 1999 havia quedat en la cinquena posició. A més, és la potència indiscutida del continent americà, segons les classificacions de l'International Rugbi Board (IRB). Encara que el rugbi no és ni des de lluny tan popular com el futbol a Argentina, els resultats dels Pumes des d'aquest torneig de 1999, han vist créixer significativament la popularitat de l'esport. Argentina es va adjudicar totes les edicions del Campionat Sud-americà de Rugbi que va disputar i les del Torneig Panamericano de Rugbi, guanyant tots els partits.
Una victòria sobre l'amfitriona França en el primer partit de la Copa Mundial de Rugbi de 2007 va portar Argentina al tercer lloc en el rànquing mundial. L'equip va quedar invicte en la fase de grups, i van aconseguir les semifinals per primera vegada derrotant Escòcia 19–13 en els quarts de final. Van ser derrotats per 37–13 pels qui serien els campions, Sud-àfrica en semifinals, però després va guanyar per segona vegada França en el partit pel tercer lloc, aconseguint així el millor resultat de la seva història.
Els Pumes havien disputat fins al mes d'octubre de 2007 un total de 279 partits, dels quals en van guanyar 167, en van perdre 106 i en van empatar 6, la qual cosa llança un 59,86% d'eficàcia. El març de 2008 l'equip va aconseguir el seu millor lloc en la classificació internacional, tercer en els IRB World Rankings.
Argentina ha aconseguit victòries destacades, entre les quals sobresurten les aconseguides davant Sud-àfrica, Austràlia, Anglaterra, França, Gal·les, Irlanda, Itàlia, Escòcia, Samoa, Japó, Canadà, Estats Units (en totes les ocasions), Uruguai i el World XV (equip que reuneix als millors jugadors del món), i ha aconseguit empatar enfront de la millor Selecció del món, Nova Zelanda. Són durs contendents per a qualsevol potència mundial, sobretot quan juguen a Buenos Aires, i són plenament capaços de derrotar regularment equips de les Sis Nacions.
Argentina té dues marques mundials: és l'equip amb la sèrie més gran de victòries consecutives (20 entre 1960 i 1974) i posseeix el marge més gran de punts enfront d'un rival (152 - 0 enfront de Paraguai, l'1 de maig de 2002). Enfront de les nacions considerades potències d'aquest esport, Argentina les ha batut totes, amb excepció de Nova Zelanda; el seu millor resultat contra els All Blacks va ser un empat 21-21 obtingut el 2 de novembre de 1985 en l'estadi de Ferro Carril Oest de la ciutat de Buenos Aires
Després de la seva progressió en competitivitat durant la dècada dels anys 2000, juntament amb la seva ubicació en l'hemisferi sud, Argentina va ser convidada a participar en el Rugbi Championship de 2012 contra els equips nacionals de Nova Zelanda, Sud-àfrica i Austràlia. L'equip va aconseguir només un empat en el Rugbi Championship de 2012 (16-16 com a local davant Sud-àfrica), però en 2014 va derrotar Austràlia 21-17, i en 2015 es va imposar 37-25 com a visitant a Sud-àfrica.
Si bé Argentina no compta amb una lliga professional de rugbi, està donant els seus primers passos en aquesta direcció amb la implementació del Pla d'Alt Rendiment i la contractació de jugadors per a la franquícia que disputarà a partir del 2016 el Super Rugbi.

## Uniforme

La selecció de rugbi de l'Argentina és coneguda col·loquialment com Els Pumes. Aquest sobrenom té el seu origen en el yaguareté que apareix en l'escut de la samarreta.

La samarreta té línies horitzontals que alternen els colors blau i blanc. En el costat esquerre del pit se situa l'escut de la Unió Argentina de Rugbi amb el yaguareté que ho caracteritza; i del costat dret, el logotip de Nike, l'empresa que la fabrica.
En general, la samarreta alternativa de la selecció de rugbi és de color blau fosc, encara que s'utilitzi en poques ocasions. Igual que la selecció nacional argentina de futbol, aquesta samarreta també presenta el logo de la UAR del costat esquerre i el logotip de Nike, en el costat dret. En el mundial 2011 el seleccionat va presentar un nou tipus de samarreta, ajustada.
El 2012, finalitzat el vincle amb Adidas, la nord-americana Nike, de poca participació en el rugbi, és el nou patrocinador tècnic, va renovar el seu estil, canviant les franges horitzontals per donar lloc a unes diagonals, deixant un espai blanc al costat, i un sol al centre de l'esquena.

## Història

### Els primers anys

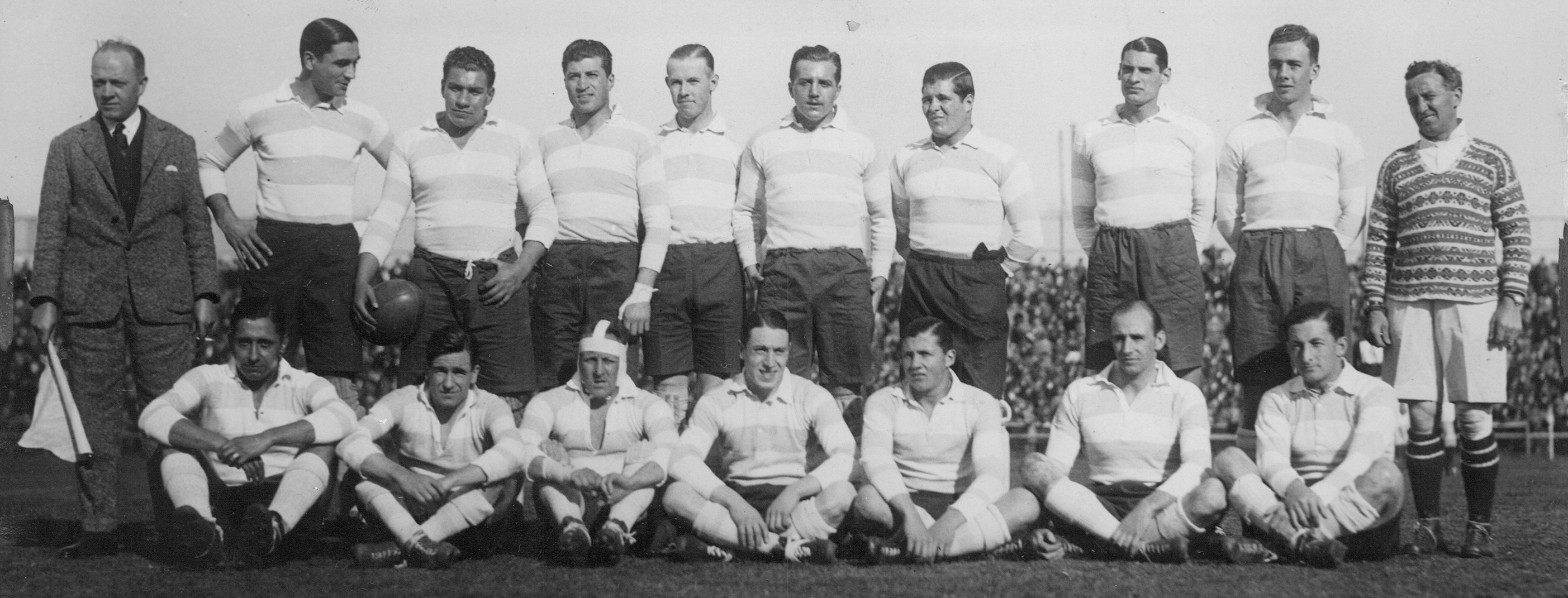
Equip que va jugar contra els Lions durant la gira dels britànics per Argentina el 1927.

El primer partit de rugbi a l'Argentina va ser jugat en 1873. Aquest esport va ser introduït a l'Argentina pels immigrants britànics. En 1899, tres clubs de Buenos Aires i un de Rosario: (Belgrano AC, Buenos Aires, Llomes i Rosario Athletic) es van reunir per formar la River Plate Rugbi Football Union (actual Unió Argentina de Rugbi). Així mateix, Buenos Aires i Llomes serien els encarregats de jugar el primer partit oficial de la lliga recentment creada aquest mateix any, resultant Llomes el vencedor per 11-4. En 1910 un equip de la Universitat d'Oxford —suposadament l'equip nacional d'Anglaterra, però amb l'agregat de quatre jugadors escocesos— va viatjar a Argentina. Per aquest motiu a Argentina va ser denominat Combinat Britànic, com també Gran Bretanya XV. Argentina va fer el seu debut internacional contra aquest equip i va perdre 28 a 3 el 12 de juliol a Buenos Aires.

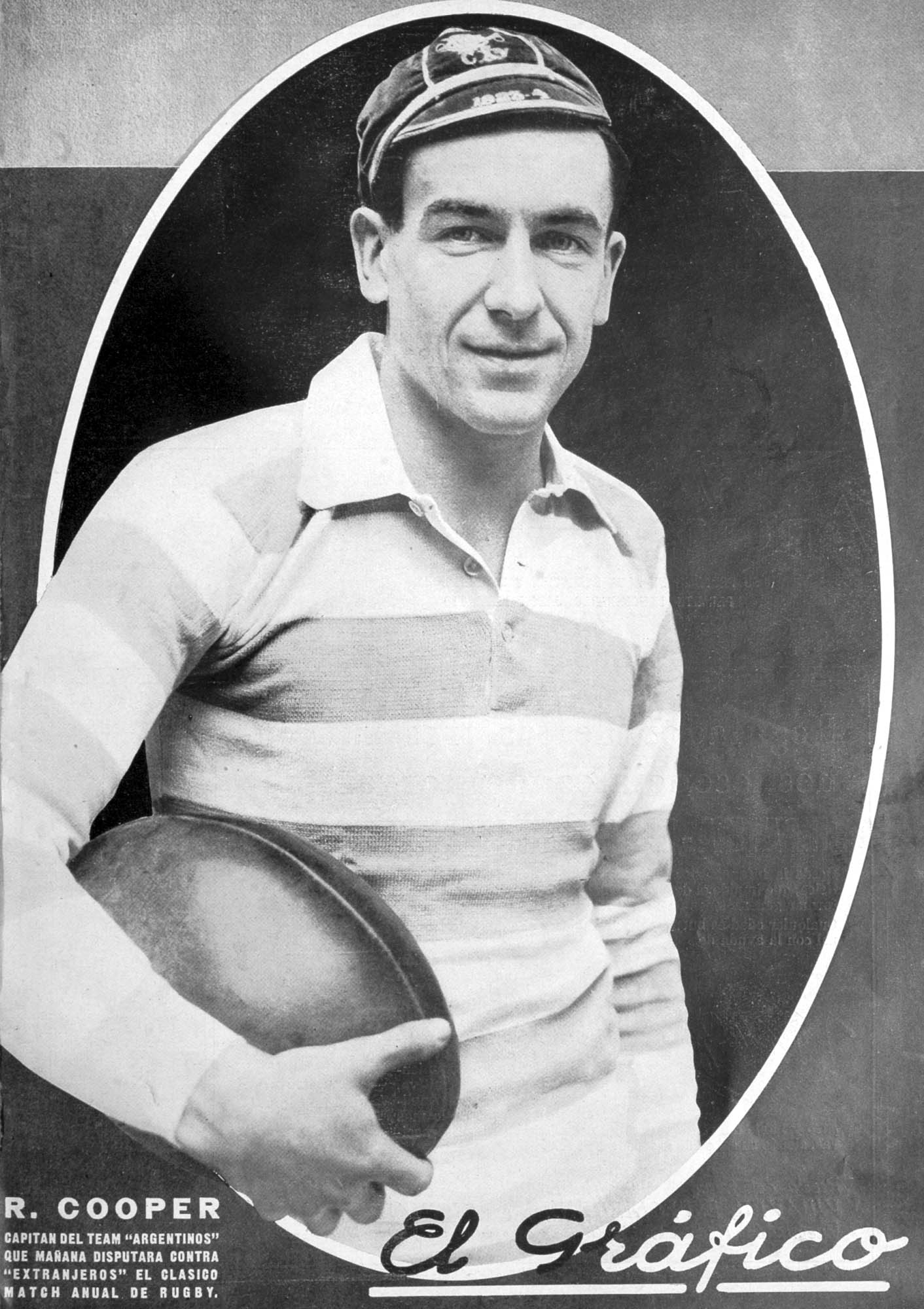
R. Cooper, capità de l'equip el 1928.

El 1927, la Selecció de les Illes Britàniques (Lions) va viatjar a l'Argentina. Els Lions van guanyar les nou trobades que van disputar —tots ells a Buenos Aires—, dels quals quatre van ser jugats amb la selecció de rugbi de l'Argentina. La visita d'aquell equip es va convertir en un èxit financer per al rugbi argentí. Van transcórrer cinc anys fins que un altre equip internacional va visitar Argentina: els juniors Springboks en 1932, els qui van jugar dos partits, perduts tots dos per Argentina.
El 1936, la selecció de les Illes Britàniques va visitar novament Argentina i va guanyar els deu partits disputats i solament va concedir nou punts en total. Al mes següent, l'equip nacional de l'Argentina va sortir del país per jugar els seus primers partits contra Xile a Valparaíso. Argentina va guanyar la primera trobada (i el seu primer joc), 29 a 0. El segon partit va ser guanyat per un marge similar. Dos anys i mig després, Argentina va rebre Xile, a qui va guanyar per 40 punts.

### 1960-1979
Anys més tard, el 1965, l'equip nacional argentí va realitzar una gira per Rhodèsia del Sud i Sud-àfrica, on va guanyar 11 dels 16 partits disputats i el 19 de juny va aconseguir una històrica victòria davant els juniors Springboks per 11 a 6 en el Ellis Park stadium. Durant aquesta gira, la premsa sud-africana els va batejar Els Pumes, ja que el reporter del setmanari The Weekly Farmers va anomenar així el yaguareté imprès en l'escut de la UAR, present en les samarretes argentines. Del partit en Ellis Park va ser famosa la foto del vol o "crispeta" de Pascual.

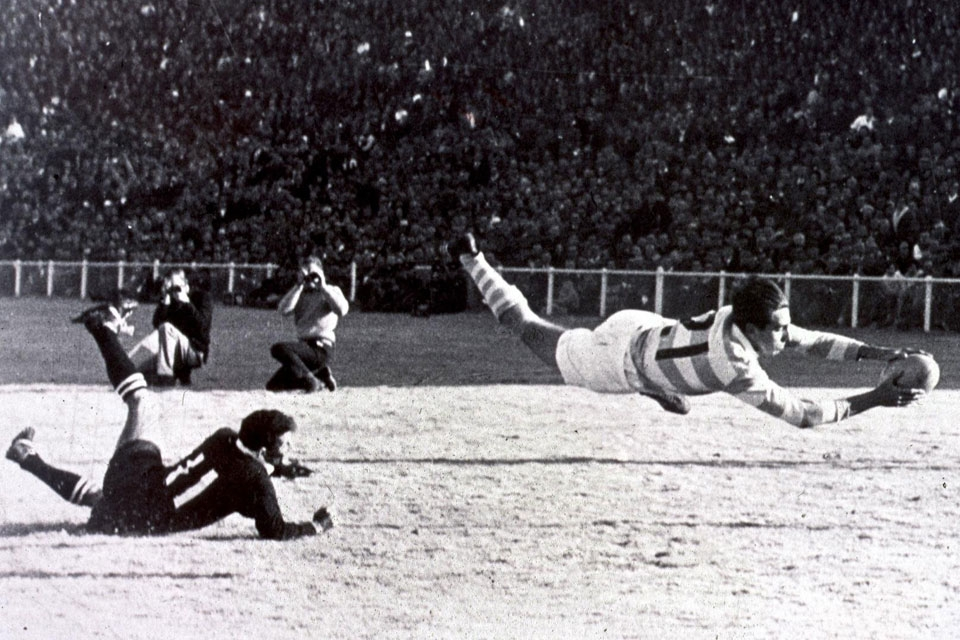
Marcelo Pascual al ingoal dels Junior Springboks, el 1965, en la primera gran victòria internacional dels Pumes.

#### Springboks júnior 6 – Argentina 11
Jugat el 19 de juny de 1965, en l'estadi Ellis Park, Johannesburg, Sud-àfrica.
Springboks júnior: A. Pretorius; J. Serfontein, B. Ackermann, J. Van der Schyff, A. Wiggett; H. Bladen, K. Du Preez; K. Claasen, L. Slabber, C. Du Piesanie; B. Irvine, I. Claasen; W. Storm, S. Van Rensburg, R. Dercksen.
Argentina: R. Cazenave, I. Neri, M. Pascual, Mariano L.Díaz, A. Rodríguez Jurado, I. Espanya; I. Poggi, A. Etchegaray; R. Loyola, H. Silva, I. Scharenberg; R. Schmidt, A. Otaño; R. Foster, N. González del Solar, L. García Yáñez.
Punts pels Springboks júnior: Dos assajos de Du Preez.
Punts per a Argentina: Assajos de Pascual, Espanya i Loyola i una conversió de Poggi.
Espectadors: 40.000 persones.
Àrbitre: Piet Robberttze.
Una fita important d'aquestes dècades romàntiques va ser l'empat enfront de la França de Skrela (18-18), en 1977. En aquest test match, Hugo Porta va convertir els 6 penals que van totalitzar Els Pumes.

#### Argentina 18 - França 18
Jugat el 2 de juliol de 1977, en l'estadi del Club Ferro Carril Oest, Buenos Aires, Argentina.
Argentina: Alonso; D. Beccar Varela, Cappeletti, G. Beccar Varela i Gauweloose; Porta (cap) i Landajo; Carracedo, Sanz i Mazzini; Fernández i Branca; Insúa, Constant i Carluccio.
França: Aguirre; Bustaffa, Bertranne, Sangalli i Droitecourt; Romeu i Fouroux (cap); Skrela, Guilbert i Rives, Inbernon i Palmie; Vaquerin, Swierczynzki i Cholley.
Punts per a Argentina: Sis penals d'Hugo Porta.
Punts per a França: Sis penals d'Aguirre.
Àrbitre: R. Quitentton (Anglaterra)
Un altre moment estel·lar de la dècada dels 70 va ser la primera victòria enfront de la selecció Ualabi (Austràlia), a la qual va batre Argentina el 27 d'octubre de 1979 per 24-13.

### 1980-1999
A partir dels últims anys de la dècada dels setanta fins als principis dels anys noranta, Argentina va tenir un període que va incloure victòries contra França, Anglaterra, Austràlia i un empat 21-21 (2 de novembre de 1985 a la ciutat de Buenos Aires) amb els «All Blacks», el qual va anar probablement el resultat més important dels Pumes en la dècada dels anys 80, gràcies a l'excel·lent rendiment d'Hugo Porta, qui va anotar tots els punts per a l'Argentina (3 drops i 4 penals).
El 1987, se celebra per primera vegada la Copa del Món de Rugbi, a Austràlia i Nova Zelanda; Argentina, amb l'adreça tècnica d'Ángel Guastella i Héctor Silva, aspirava a superar la instància inicial del tercer grup; si bé estava dominat per l'All Blacks, la presència d'Itàlia i Fiji feia suposar possible el pas a quarts de final. Lamentablement, la derrota inesperada enfront dels fijians (9-28), i un triomf no gaire contundent enfront d'Itàlia (25-16) va deixar fora als Pumes per diferència de punts. Argentina va ser un dels equips que més treball va donar a l'All Blacks, finalment campions, en tot el torneig, malgrat perdre per 46 a 15.
La dècada de 1990, després de la dura gira per Nova Zelanda en 1989, i la gira d'Anglaterra per Argentina de 1990, marca el final per a diversos jugadors històrics dels Pumes.
Amb problemes entre dirigents i entrenadors, i també jugadors, es procedeix a convocar diversos Pumes d'aquest any a la selecció principal, de cara a la gira pel Regne Unit, la qual van jugar contra un club argentí crida Banc Nació, en la qual estava Hugo Porta, i va guanyar l'equip argentí a Anglaterra.
Així van debutar jugadors que passaran tal vegada el pitjor moment de la història Puma, però que van saber portar-ho avanci gràcies a la fortalesa i les ganes, entre ells Federico Méndez i Pedro Sporleder.
Argentina acudeix a la Copa Mundial de Rugbi de 1991, celebrada a Anglaterra, amb un planter bastant nou, amb jugadors com Sporleder, Méndez, Llanes, Arbizu, Terán, Camardón, els qui feien les seves primeres armes en Els Pumes, amb sengles derrotes davant Austràlia (19-32), Gal·les (7-16) i Samoa (12-35) en un grup inicial dificilísimo: Els Pumes nuevamemnt tornen amb una gran frustració després de tres derrotes consecutives.

### 1995-1999
La Copa Mundial de Rugbi de 1995 haguera pogut ser l'enlairament del rugbi argentí, perquè l'equip tenia un excel·lent joc tancat i bons backs, com a Fonda, Camardón, Arbizu, Cuesta Silva, Salvat i Terán. No obstant això, abans del mundial, en la gira per Austràlia, es van produir dos fets que van canviar una mica l'optimisme: la lesió del golejador i pateador Santiago Fonda i el de Gonzalo Camardón. D'altra banda, la UAR va reemplaçar poc abans del mundial als entrenadors (Méndez i Fernández) per Petra i Paganini, els qui, per la seva banda, van desplaçar al capità, Marcelo Loffreda. Aquests inconvenients previs van ser determinants per al rècord negatiu de tres derrotes sobre tres partits disputats en el Mundial de Sud-àfrica. Com a saldo positiu, a més d'una gran actuació, es pot ressaltar la inclusió de Matías Corral en el "Dream Team", l'únic Argentí en aquest any. Aquest mateix any es juga per primera vegada la Copa Llatina, a Buenos Aires. Els Pumes finalitzen segons, després de perdre amb França.
L'any 1996 va començar amb grans canvis, punts interns com a externs. D'una banda, el professionalisme, existent de fet a certs països, va passar a ser oficialitzat a tot el món. Per un altre, es crea la Unió de Rugbi de Buenos Aires, la URBA; la UAR passa a ser administrada per Luis Gradín; conseqüència d'això és la tornada de José Imhoff a l'adreça tècnica de la selecció. A cap d'any arriba una nova Copa Llatina, amb grans actuacions dels Pumes, i la sèrie contra Austràlia, qui seria dos anys després campiona del món.
Argentina perd el primer partit per poca diferència, i en el segon, aconsegueix una de les victòries més fabuloses de la seva història. En 1996 i 1997 Argentina, per última vegada es corona campiona O19 del món, amb planters on destaca una gran figura de l'equip en el futur, el fullback Ignacio Corleto, i en el de 1996, els bessons Manuel i Felipe Contepomi.
En 1998, es produeix el debut de diversos juvenils; aquesta iniciació es dona en la gira pel País de Gal·les. En 1999, comença amb el neozelandès i campió del món en 1987, Alex Wyllie, com a seleccionador. El mundial d'aquest any serà finalment el punt d'inflexió de la història dels Pumes i la seva ratificació com a equip de primer ordre. En el primer partit, l'1 d'octubre de 1999, Gal·les derrota Argentina per una petita diferència; no obstant això, Els Pumes es reposen i dies després vencen, en Llanelli, la seva "bèstia negra" mundialista, la selecció de Samoa, per un marcador sòlid, 32-16 (27 punts de Gonzalo Quesada). El resultat d'aquest partit va ser decisiu per col·locar Argentina en el grup de partits de repesca, disputats el 20 d'octubre. Aquest dia, a la ciutat francesa de Lens, el rugbi argentí va escriure una de les seves pàgines més glorioses, en classificar-se per a quarts de final, gràcies a l'emocionant triomf enfront d'Irlanda per 28-24, amb un magnífic assaig final de Diego Albanese i conversió perfecta de qui després fos golejador del partit i, fins a 2007, un dels 10 màxims anotadors de copes mundials de rugbi: Gonzalo Quesada. El mig d'obertura, nascut per a l'esport en l'Hindú Club de l'Argentina, va marcar 102 punts en la Copa del Món de Rugbi 1999, superant per 1 a l'australià Matt Burke. En la fase següent, Argentina es va enfrontar als qui després van ser uns dels finalistes, l'excel·lent conjunt francès de Lamaison, Xabier Garbajosa, Ntamack, Dourthe i un jove Cristophe Dominici. Els Bleus van guanyar amb autoritat (47-26) però Argentina es va acomiadar de la Copa Mundial de Rugbi, en el cinquè lloc, deixant una magnífica imatge.

### 2000 - 2006
L'1 de maig de l'any 2000, Marcelo Loffreda va ser nomenat entrenador nacional. Començava una nova etapa, amb un entrenador extremadament meticulós i treballador, que permetia continuar i millorar tot el bé que s'havia aconseguit amb el seu antecessor, el neozelandès Alex Wyllie. No obstant això, no tot va ser un jaç de roses en el recorregut del "Tano" Marcelo Hernán. En la Copa del Món de Rugbi de 2003, Argentina, en el grup A, no arriba a classificar-se per a quarts de final, a causa de les derrotes sofertes davant Irlanda, 15-16 (en un partit complicat) i davant Austràlia, 24 a 8. Va sumar 11 punts per les victòries davant Namíbia (67-14) i Romania (50-3). L'engruixat resultat contra Namíbia, el 14 d'octubre de 2003 en Gosford, va marcar un rècord per als Pumes, doncs és la quantitat més gran de punts aconseguida en un partit mundialista per aquest equip. D'altra banda, aquest mateix dia, Martín "Blackie" Gaitán es va convertir en el jugador argentí amb major quantitat d'assajos en un mateix partit, tres en total.

### Mundial de 2007 i la fi de l'era Loffreda
Amb la finalitat de revertir la logo deixada en 2003, on una altra vegada Argentina va quedar en la gatera de les instàncies decisives d'una Copa del Món de Rugbi, es van millorar molt els aspectes organitzatius, d'entrenament i de logística. Els Pumes es van entrenar durament en el Col·legi Cardenal Newman i van realitzar intenses rutines de treball de preparació física a Pensacola, als Estats Units. Si bé la Unió Argentina de Rugbi té manques notables en infraestructura i pressupost, en comparació d'altres federacions internacionals, per a la Copa del Món de Rugbi de 2007 es va fer un esforç significatiu per arribar en la millor forma. Així, el debut dels Pumes a França va constituir una altra gran fita en la seva rica història, amb el triomf 17-12 davant França en la inauguració, a París. Precisament, aquesta victòria davant el país organitzador en el partit inaugural d'una Copa del Món de Rugbi porta als Pumes a col·locar-se per primera vegada en la seva història en el tercer lloc del rànquing mundial i va ser el punt de partida per a la consolidació de l'excel·lent rendiment que van mostrar Els Pumes en la primera fase de la competició, en el grup D.

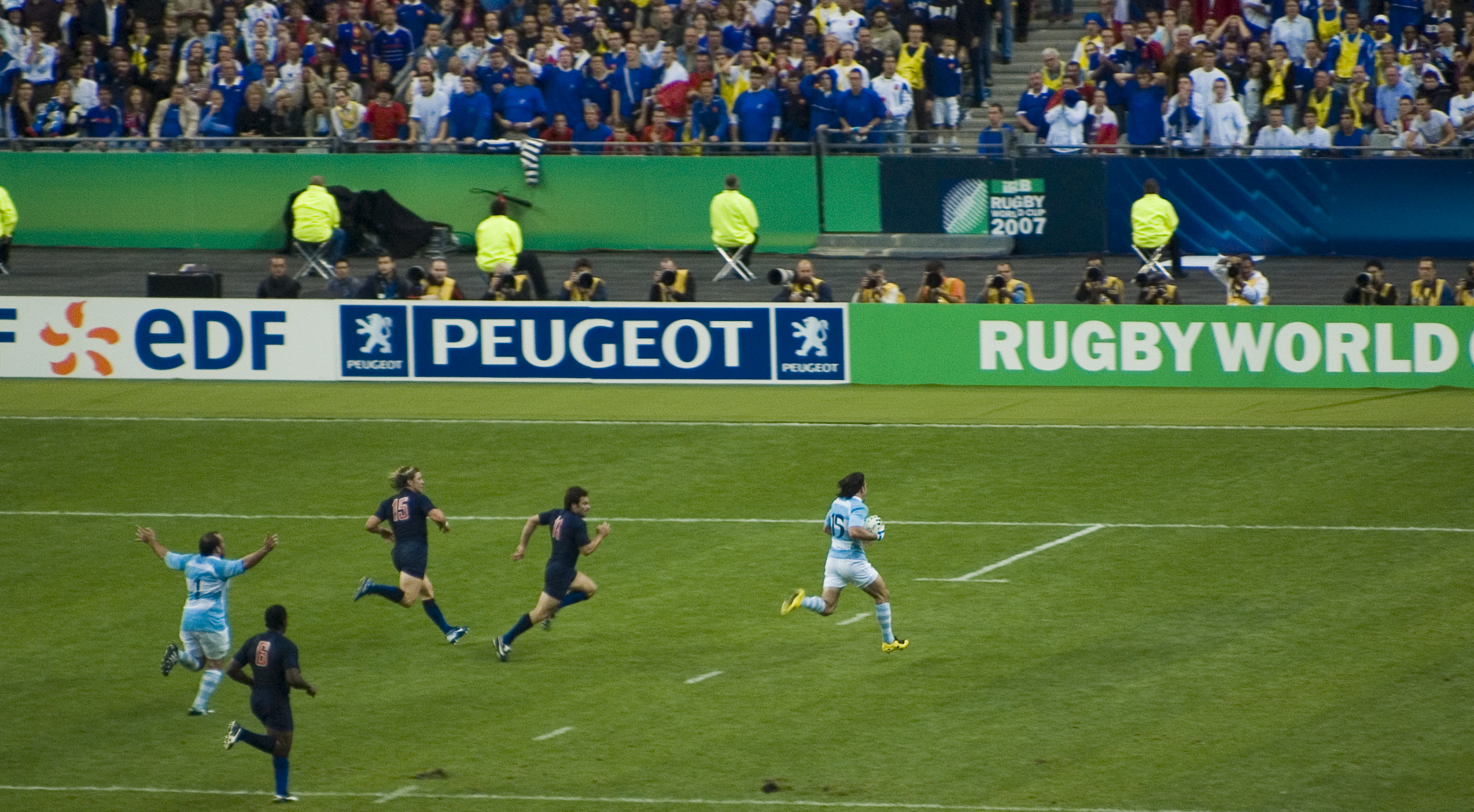
Carrera de Corleto a la línia d'assaig de França, en el partit d'inauguració de la Copa del Món de Rugbi de 2007.

Els contundents triomfs sobre Geòrgia (33-3) i Namíbia (63-3) i el sòlid joc demostrat en la victòria enfront d'Irlanda, eliminant-la per segona vegada (30-15), han estat clara prova d'aquesta notòria millorança observada enfront d'actuacions d'altres edicions de la Copa del Món de Rugbi. Així mateix, en el partit enfront de Namíbia, Argentina va aconseguir la diferència més gran enfront d'un rival en les Copes Mundials (60 punts) i va superar la barrera de 500 punts anotats.
D'altra banda, és de destacar que la victòria enfront del conjunt d'Irlanda va ser la desena dels Pumes en mundials. Decisiva per als èxits en aquesta invicta primera fase va ser la formidable labor de Juan Martín Hernández, Felipe Contepomi, Agustín Pichot, Patricio Albacete i Lucas Borges, entre molts altres. La determinació i resposta defensiva de l'equip va quedar de relleu en concedir solament dos assajos en quatre partits disputats en la fase inicial de grups.
Mentre transcorria la Copa del Món, s'iniciava la febre "puma" a milers de quilòmetres de distància; a Argentina, tot el país, a través de les retransmissions diàries de la cadena esportiva ESPN, presentades per Alejandro Coccia i Raúl Taquini des de París i Miguel Simón a Buenos Aires, es bolcava a seguir l'equip més reeixit de tots els temps; a tal punt va arribar l'entusiasme pels Pumes que, per tercera vegada en la seva història, es va canviar d'horari la transmissió del Superclàssic del futbol argentí entre Boca Juniors i River Plate, perquè no coincidís amb el partit entre Argentina i Escòcia. Els Pumes finalment van superar aquesta instància per 19-13 a la selecció del Card, en un partit de desenvolupament intricat i joc deslluït. Mitjançant aquest treballós èxit, on Juan Martín Hernández, amb la seva dinàmica extraordinària i precises puntades, va tornar a ser la figura de l'equip, Els Pumes es van encaminar a la millor classificació de la seva història en Copes del Món.
En semifinals, Argentina es va mesurar amb els Springboks sud-africans, que havien vençut en una trobada de domini alternat al sorprenent conjunt de Fiji. En aquest partit, Els Pumes van caure derrotats en forma contundent per 37-13; malgrat la seva amplitud per a un partit de semifinals, el resultat va ser més producte d'algunes accions desafortunades de l'Argentina i del dispar criteri de l'àrbitre neozelandès Steve Walsh que del joc dels Boks, marcat per un excessiu oportunisme i certa tendència defensiva.
Malgrat la dura derrota, el 19 d'octubre Els Pumes es van recuperar físicament i mentalment, i, amb un joc brillant que va incloure una carrera espectacular d'Ignacio Corleto, que va concloure en l'assaig de Federico Aramburu, van atropellar França per 34-10; d'aquesta manera, van obtenir el tercer lloc, la millor posició obtinguda mai per Argentina en mundials de rugbi. Amb aquest tercer lloc, Els Pumes així mateix van superar Irlanda i Escòcia —dues de les vuit potències tradicionals del rugbi— en la taula de classificació de la Copa del Món, arribant fins i tot a situar-se per sobre dels Ualabis i els All Blacks en la taula final del mundial.
Al final de la Copa del Món, Els Pumes ascendeixen al tercer lloc en el rànquing mundial, totalitzant 87,56 punts, darrere dels Springboks sud-africans (90,89 punts) i els All Blacks de Nova Zelanda (89,63 punts).

### Una nova etapa comença (2008-2012)
Després de la gestió de Marcelo Loffreda, va assumir la direcció tècnica dels Pumes Santiago Phelan, qui va expressar reiteradament la seva vocació de no fer grans canvis i d'aprofundir el bé que havia deixat la gestió del Tano.
La gestió de Tati Phelan va començar amb dos test-match enfront d'Escòcia. Argentina es va imposar a la selecció del Card en el primer dels tests de forma ajustada, amb un planter que va presentar certes imprecisions i algunes novetats positives com la presència d'Álvaro Tejeda, un talonador molt dinàmic, i la monopolització de les puntades per part de Federico Todeschini. Cal assenyalar que va ser el primer test-match disputat pels Pumes a la Ciutat de Rosario en un marc imponent, l'estadi Dr. Lisandro de la Torre, conegut com El Gegant d'Arroyito. En el segon test-match, disputat el 14 de juny de 2008 en l'estadi José Amalfitani situat a la Ciutat de Buenos Aires, Els Pumes no van aconseguir revertir la falta de coordinació i la profusió d'errors manifestada en el partit disputat en Rosario; enfront d'una Escòcia sòlida i un Chris Patterson implacable (que fins i tot va aconseguir pispar una possibilitat d'assaig a Lucas Borges sobre la línia), Argentina va caure 14-26, sent aquesta la primera derrota enfront dels caledonians en 18 anys. Malgrat aquesta derrota, l'equip es mantindria en el 3è lloc en el rànquing mundial.
L'any 2009, Els Pumes es van enfrontar dues vegades amb Anglaterra. El primer partit es va dur a terme en Old Trafford (Manchester) amb una victòria dels anglesos per 37 a 15 i el segon partit es va jugar en l'Estadi Pare Ernesto Martearena de la ciutat de Salta amb un resultat de 24 - 22 a favor dels Pumes. El 20 de juny es van enfrontar en l'Estadi de Vélez contra els Barbarians Francesos amb un resultat favorable als Pumes per 32 a 18. Al setembre de 2009, després dels excel·lents resultats obtinguts del suport internacional i de la presentació de plans en aquest sentit, Els Pumes van aconseguir el reconeixement que els faltava: la SANZAR, organització que agrupa les unions de Sud-àfrica, Nova Zelanda i Austràlia, va estendre oficialment una invitació a la Unió Argentina de Rugbi (UAR) per participar en el torneig Tres Nacions de forma regular, i crear així un nou certamen des de 2012 que es denominaria Quatre Nacions. Després de diverses anades i tornades, la Internacional Rugbi Board (IRB) va decidir aportar, el 9 de març de 2010, dos milions de dòlars per assegurar la participació dels Pumes en el certamen. D'aquesta forma, per primera vegada en la seva història, l'equip argentí ingressava a un certamen anual en l'elit del rugbi mundial.
En el 2010, després d'un començament irregular, Els Pumes van derrotar França per 41-13, aconseguint així el millor resultat de la seva història enfront d'aquesta selecció, i obtenint el resultat més ampli davant una potència del rugbi fins al moment. El partit es va disputar el 26 de juny en l'Estadi José Amalfitani.
En el 2011 comencen els preparatius per afrontar la Copa Mundial de Rugbi. Els Pumes van tenir una curta preparació en comparació a les altres potències, ja que només van disputar un parell de partits contra els Barbarians Francesos (una victòria i una derrota) i un test match davant la selecció de Gal·les, en Cardiff, que acabaria perdent per 28-13. Unes setmanes abans de la competència es va confirmar la baixa de Juan Martín Hernández, qui no va poder recuperar-se d'una lesió greu.
En el mundial, Argentina integra el grup B al costat de dues potències de l'hemisferi nord, Anglaterra i Escòcia, a més de Geòrgia i Romania. El primer partit el disputa davant l'equip de la rosa, sofrint la primerenca baixa del capità Felipe Contepomi, i més tard la de Gonzalo Tiesi, a causa del brusc i violent joc dels anglesos. Argentina va dominar la major part de les accions, però no va aprofitar diversos penals a favor per treure una diferència més àmplia, la qual cosa va acabar pagant amb la derrota per 9-13.
La segona data enfronta l'equip de Phelan contra Romania, l'equip més feble del grup, al que guanya per 43-8, aconseguint un punt de bonificació per arribar a 6 punts i situar-se parcialment tercer.
En la tercera data, Els Pumes van enfrontar davant Escòcia el partit més important de l'era Phelan, ja que a priori aquesta trobada definia qui seguia en el torneig i qui tornava a casa. Amb un clima molt complicat a Wellington, fortes pluges i vents que van dificultar el maneig de la pilota. Argentina va perdre el seu subcapitàn, Fernández Lobbe, i l'experimentat pilar Rodrigo Roncero per sengles lesions. El partit es va mantenir equilibrat fins que, en el segon temps, Escòcia va treure un avantatge de 6 punts i, faltant 10 minuts, deixava Argentina a la vora de l'eliminació. No obstant això, Phelan va posar en el camp de joc al fullback Lucas González Amorosino qui, després d'un reagrupament, va prendre la pilota i va córrer cap al ingoal eludint quatre escocesos per anotar un try per a Argentina. Felipe Contepomi va anotar la conversió corresponent i d'aquesta manera Argentina passava inesperadament al capdavant, per 13-12. La resta del partit Els Pumes van mantenir l'avantatge, per acabar així aconseguint el triomf i victòria més important i històrica dels últims 4 anys, que els deixava amb vida en el mundial. En l'últim partit dels Pumes pel Grup B, va jugar enfront de Geòrgia i la va guanyar per un marcador de 25 a 7, d'aquesta manera es va classificar una vegada més per als Quarts de final on va perdre 10 a 33 amb els finalment campions, Nova Zelanda, en una més que honrosa actuació, arribant al minut seixanta-tres tan sols quatre punts per baix.
En 2012, després d'una llarga espera, Els Pumes van aconseguir participar en el màxim torneig entre seleccions de l'hemisferi sud: el Tres Nacions, que per incloure l'equip argentí en el seu si va mudar el seu nom a The Rugbi Championship. El gran dia del debut va ser 19 d'agost de 2012, a Ciutat del Cap, davant Sud-àfrica, trobada en el qual serien vençuts 9-27. Però potser una de les pàgines més importants de la història del rugbi argentí s'escriuria alguns dies després, el 25 d'agost de 2012, quan Els Pumes van tornar a enfrontar als Springboks, per la segona data del campionat, aquesta vegada a la ciutat de Mendoza. Després d'anar endavant en el marcador durant gairebé tot el partit, el resultat final va llançar un empat 16-16, sent aquesta la primera vegada en la qual Argentina va obtenir un resultat favorable contra Sud-àfrica. El 10 de novembre del 2012 l'equip de rugbi argentí va fer història en l'imponent Millenium Stadium en Cardiff, Gal·les, aconseguint la seva segona victòria en aquest estadi per 26-12, resultat favorable gràcies al com Els Pumes van avançar un lloc en el rànquing de la IRB en quedar 8è.

### Actualitat (2013-2015)

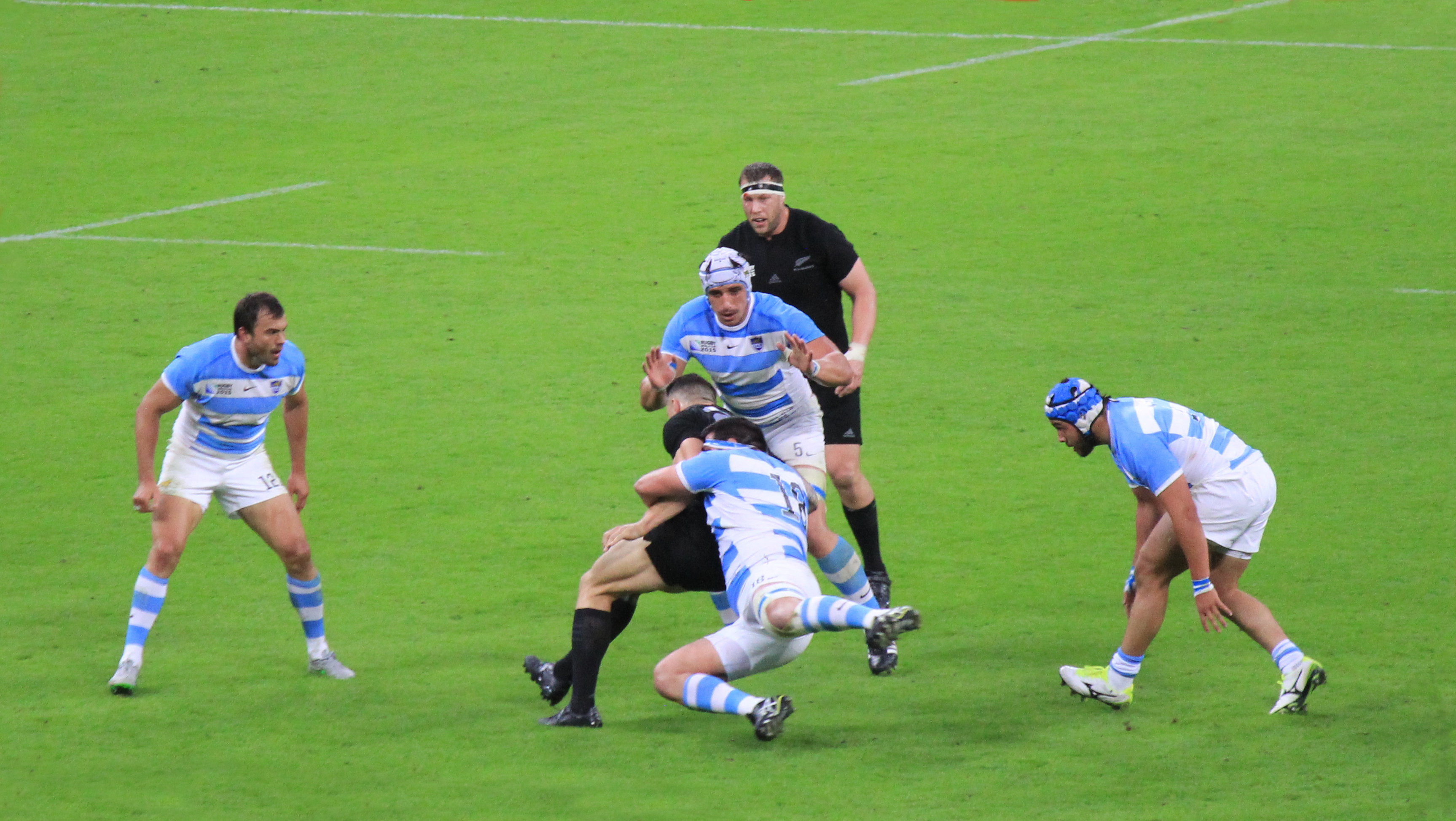
Els Pumes jugant contra els All Blacks en l'Estadi Wembley, durant la Copa Mundial de Rugbi de 2015.

En terres sud-africanes, el 8 d'agost de 2015 quedarà com la data en la qual es va escriure una de les pàgines més glorioses del rugbi argentí en obtenir Els Pumes, en qualitat de visitant, un triomf enfront dels Springboks sud-africans per 37 - 25, partit diputat a la ciutat de Durban, en l'Estadi Kings Park en el marc del torneig de rugbi més fort del Món, denominat The Rugby Championship, certamen d'elit en què participen les quatre nacions potències del rugbi de l'Hemisferi sud: Nova Zelanda, Argentina, Sudafrica i Austràlia.
Aquesta victòria va significar el primer triomf oficial dels Pumes enfront de la selecció major de rugbi de Sud-àfrica.
El conjunt dirigit per Daniel Hourcade va vèncer amb anotacions de Juan Imhoff (tres assajos), Marcelo Bosch (un assaig, un penal i drop), Juan Martín Hernández (quatre conversions i un penal).
A cinquanta anys de l'inici de la llegenda dels Pumes, Argentina va aconseguir un dels resultats més importants, si no el més important, de tots els temps del rugbi argentí, amb la presència dels integrants del seleccionat de 1965 en les tribunes de l'Estadi Kings Park satisfet per més de 40 mil persones.
En la Copa del Món de Rugbi de 2015 va arribar a semifinals per segona vegada en la història, després de vèncer Namíbia, Tonga i Geòrgia, i perdre solament amb Nova Zelanda (els campions actuals), quedant segon en fase de grups. Va vèncer Irlanda per 43 a 20 en quarts de final. A la semifinal va caure davant Austràlia (15 a 29). Finalment va quedar en quarta posició en perdre per 24 a 13 la disputa per la tercera plaça enfront de Sud-àfrica.

## Argentina en el Rugby Championship (des de 2012)
L'any 2012 Argentina es va incorporar al fins aleshores anomenat "The Tri Nations", on participaven Austràlia, Nova Zelanda i Sud-àfrica, que passà a denominar-se Rugby Championship, un torneig anual que ajunta les 4 seleccions de rugbi més poderoses de l'hemisferi sud.
| Campionat de rugbi (2012 – ) | Campionat de rugbi (2012 – ) | Campionat de rugbi (2012 – ) | Campionat de rugbi (2012 – ) | Campionat de rugbi (2012 – ) | Campionat de rugbi (2012 – ) | Campionat de rugbi (2012 – ) | Campionat de rugbi (2012 – ) | Campionat de rugbi (2012 – ) | Campionat de rugbi (2012 – ) | Campionat de rugbi (2012 – ) |
| Nació                        | Partits                      | Partits                      | Partits                      | Partits                      | Punts                        | Punts                        | Punts                        | Punts extra                  | Taula de punts               | Campionats                   |
| Nació                        | jugats                       | guanyats                     | retirats                     | perduts                      | a favor                      | en contra                    | dif                          | Punts extra                  | Taula de punts               | Campionats                   |
| ---------------------------- | ---------------------------- | ---------------------------- | ---------------------------- | ---------------------------- | ---------------------------- | ---------------------------- | ---------------------------- | ---------------------------- | ---------------------------- | ---------------------------- |
| Nova Zelanda                 | 21                           | 18                           | 1                            | 2                            | 628                          | 337                          | +291                         | 11                           | 85                           | 3                            |
| Austràlia                    | 21                           | 10                           | 1                            | 10                           | 434                          | 515                          | −81                          | 3                            | 45                           | 1                            |
| Sud-àfrica                   | 21                           | 10                           | 1                            | 10                           | 522                          | 424                          | +98                          | 10                           | 52                           | 0                            |
| Argentina                    | 21                           | 2                            | 1                            | 18                           | 337                          | 645                          | −308                         | 8                            | 18                           | 0                            |

Actualització: 8 d'agost de 2015 
 Fonts: espnscrum.com

## Selecció actual
Els 31 jugadors seleccionats per l'entrenador Daniel Hourcade per a la Copa del Món de Rugbi de 2015, segons l'anunci que es va fer el 16 d'agost de 2015, foren:
| Nom                         | Posició       | Data de naixement      | Cops seleccionat | Club                  |
| --------------------------- | ------------- | ---------------------- | ---------------- | --------------------- |
| Agustín Creevy (c.)         | Hooker        | 15 de març de 1985     | 85               | Argentina Super Rugbi |
| Julián Montoya              | Hooker        | 29 d'octubre de 1993   | 55               | Argentina Super Rugbi |
| Santiago Socino             | Hooker        | 7 de maig de 1992      | 2                | Argentina Super Rugbi |
| Juan Figallo                | Pilar         | 25 de març de 1988     | 30               | Saracens              |
| Santiago Medrano            | Pilar         | 6 de maig de 1996      | 14               | Argentina Super Rugbi |
| Enrique Pieretto            | Pilar         | 15 de desembre de 1994 | 23               | Argentina Super Rugbi |
| Mayco Vivas                 | Pilar         | 2 de juny de 1998      | 4                | Argentina Super Rugbi |
| Nahuel Tetaz Chaparro       | Pilar         | 6 de novembre de 1989  | 54               | Argentina Super Rugbi |
| Matías Alemanno             | Segona línia  | 5 de desembre de 1991  | 57               | Argentina Super Rugbi |
| Guido Petti Pagadizábal     | Segona línia  | 17 de novembre de 1994 | 49               | Argentina Super Rugbi |
| Tomás Lavanini              | Segona línia  | 22 de gener de 1993    | 53               | Argentina Super Rugbi |
| Juan Martín Fernández Lobbe | flanker       | 19 de novembre de 1981 | 64               | Toulon                |
| Juan Manuel Leguizamón      | flanker       | 6 de juny de 1983      | 62               | Argentina Super Rugbi |
| Pablo Matera                | flanker       | 18 de juliol de 1993   | 16               | Argentina Super Rugbi |
| Javier Ortega Desio         | flanker       | 14 de juny de 1990     | 16               | Argentina Super Rugbi |
| Facundo Isa                 | número 8      | 21 de setembre de 1993 | 7                | Argentina Super Rugbi |
| Leonardo Senatore           | número 8      | 13 de maig de 1984     | 31               | Sense club            |
| Tomás Cubelli               | mitjà de melé | 12 de juny de 1989     | 38               | Argentina Super Rugbi |
| Martín Landajo              | mitjà de melé | 14 de juny de 1988     | 46               | Argentina Super Rugbi |
| Santiago González Iglesias  | mig obertura  | 16 de juny de 1988     | 18               | Argentina Super Rugbi |
| Nicolás Sánchez             | mig obertura  | 26 d'octubre de 1988   | 33               | Argentina Super Rugbi |
| Marcelo Bosch               | centre        | 7 de gener de 1984     | 35               | Saracens              |
| Jerónimo de la Font         | centre        | 24 de febrer de 1991   | 13               | Argentina Super Rugbi |
| Juan Martín Hernández       | centre        | 7 d'agost de 1982      | 53               | Argentina Super Rugbi |
| Matías Moroni               | centre        | 29 de març de 1991     | 4                | Argentina Super Rugbi |
| Juan Pablo Socino           | centre        | 30 de maig de 1988     | 2                | Newcastle Falcons     |
| Horaci Agulla               | ala           | 22 d'octubre de 1984   | 60               | Bath                  |
| Santiago Be                 | ala           | 6 de desembre de 1993  | 12               | Argentina Super Rugbi |
| Juan Imhoff                 | ala           | 11 de maig de 1988     | 29               | Racing Métro 92       |
| Lucas González Amorosino    | Darrere       | 2 de novembre de 1985  | 44               | Sense club            |
| Joaquín Tuculet             | Darrere       | 8 d'agost de 1989      | 23               | Argentina Super Rugbi |

## Estadístiques
Taula dels partits internacionals jugats pel XV de l'Argentina (19 de juliol 2017).
| Adversari                  | Període     | Jugats | Guanyats | Perduts | Empatats | % Efectivitat |
| -------------------------- | ----------- | ------ | -------- | ------- | -------- | ------------- |
| Anglaterra                 | 1978-2017   | 22     | 4        | 14      | 2        | 18,2          |
| Austràlia                  | 1979-2016   | 27     | 5        | 21      | 1        | 18,5          |
| Brasil                     | 1951-2013   | 13     | 13       | 0       | 0        | 100,0         |
| Canadà                     | 1981-2003   | 8      | 6        | 2       | 0        | 75,0          |
| Escòcia                    | 1969-2016   | 19     | 10       | 9       | 0        | 52.6          |
| Espanya                    | 1982-1992   | 4      | 4        | 0       | 0        | 100,0         |
| Estats Units               | 1989-2003   | 8      | 8        | 0       | 0        | 100,0         |
| Fiji                       | 1980-2003   | 4      | 3        | 1       | 0        | 75,0          |
| França                     | 1949-2014   | 50     | 14       | 35      | 1        | 28,0          |
| Gal·les                    | 1968-2013   | 18     | 6        | 11      | 1        | 36,1          |
| Geòrgia                    | 2007-2017   | 5      | 5        | 0       | 0        | 100,0         |
| Irlanda                    | 1952-2015   | 21     | 8        | 12      | 1        | 40,5          |
| Itàlia                     | 1978-2014   | 20     | 14       | 5       | 1        | 72,5          |
| Japó                       | 1993-2016   | 6      | 5        | 1       | 0        | 83,3          |
| Junior Springboks          | 1932-1965   | 5      | 1        | 4       | 0        | 20,0          |
| Lleons Britànic-irlandesos | ?           | 7      | 0        | 6       | 1        | 7,1           |
| Namíbia                    | 2003-2015   | 3      | 3        | 0       | 0        | 100,0         |
| Nova Zelanda               | 1976-2016   | 28     | 0        | 27      | 1        | 3,6           |
| Oxford i Cambridge         | 1948-1971   | 8      | 2        | 5       | 1        | 31,25         |
| Paraguai                   | 1971-2015   | 17     | 17       | 0       | 0        | 100,0         |
| Perú                       | 1958        | 1      | 1        | 0       | 0        | 100,0         |
| Romania                    | 1973-2011   | 8      | 8        | 0       | 0        | 100,0         |
| Samoa                      | 1991-2005   | 4      | 1        | 3       | 0        | 25,0          |
| South Africa Gazelles      | 1966-1972   | 6      | 2        | 4       | 0        | 33,3          |
| Sud-àfrica                 | 1993-2016   | 24     | 2        | 21      | 1        | 8,3           |
| Tonga                      | 2015        | 1      | 1        | 0       | 0        | 100,0         |
| Uruguai                    | 1951-2015   | 40     | 40       | 0       | 0        | 100,0         |
| Vebçuela                   | 2004        | 1      | 1        | 0       | 0        | 100,0         |
| World XV                   | 1980-1983   | 2      | 2        | 0       | 0        | 100,0         |
| Xile                       | 1938-2014   | 37     | 37       | 0       | 0        | 100,0         |
| Zimbabwe                   | 1965        | 1      | 0        | 1       | 0        | 0,0           |
| Total                      | (1932-2017) | 420    | 223      | 182     | 11       | 53,1          |

## Palmarès
- Torneig Panamericano de Rugbi (5) (tots): 1995, 1996, 1998, 2001 i 2003.

- Nations Cup (1): 2006.

- Americas Rugbi Championship (5) (tots): 2009, 2010, 2012, 2013 i 2014.

- Sud-americà de Rugbi (34): 1951, 1958, 1961, 1964, 1967, 1969, 1971, 1973, 1975, 1977, 1979, 1983, 1985, 1987, 1989, 1991, 1993, 1995, 1997, 1998, 2000, 2001, 2002, 2003, 2004, 2005, 2006, 2007, 2008, 2009, 2010, 2011, 2012 i 2013.

- Tbilissi Cup (1)

- Consur Cup (2) (tots): 2014 i 2015

Nota 1. La Nations Cup, Tbilissi Cup, el Americas Rugbi Championship i alguns Sud-americans ho disputa la selecció de segon nivell : Jaguars

Nota 2. Els únics Sud-americans que no va guanyar va ser el de 1981, 2014 i el de 2015 que no va Participar.

### Millors participacions
- 2n lloc de Copa Llatina: 1995 i 1997.
- 3r lloc a la Copa Mundial de Rugbi: 2007.
- 3r lloc a la Rugbi Championship: 2015

### Trofeus amistosos
- Copa Fundació Ciutat de Salta: (2015)
- Copa Bicentenario Governació Martín Güemes: (2015)
- Copa Nou Banc de Santa Fe: (2014)
- Copa Bacardi: (2013)
- Copa Pcia. de Còrdova: (2012)
- Copa SpeedAgro: (2012)
- Copa Quilmes: (2009)
- Copa Personal: (2009, 2010, 2012 -2-, 2015)
- Copa Peugeot: (2008)